# Noorvik
Noorvik ist ein Ort mit dem Status einer City im Northwest Arctic Borough in Alaska. Das U.S. Census Bureau hatte bei der Volkszählung 2020 eine Einwohnerzahl von 694 ermittelt. Das Eskimo-Dorf liegt im Inupiaq-Sprachenraum.

## Geographie
Noorvik befindet sich im Nordwesten von Alaska südlich der Brookskette am linken Ufer des „Nazuruk Channel“, dem Hauptmündungsarm des Kobuk River. Der etwa einen Meter über dem Meeresspiegel gelegene Ort liegt etwa 68 km östlich vom Verwaltungszentrum Kotzebue. Der Robert Curtis Memorial Airport befindet sich knapp 2 km südlich von Noorvik.

## Geschichte
Noorvik tauchte 1920 im U.S. Census als „unincorporated village“ auf.
1937 wurde in Noorvik ein Postamt eröffnet. Die Bevölkerungszahl lag im Jahr 1920 bei 280, im Jahr 1930 bei 198, im Jahr 1939 bei 211 sowie im Jahr 1950 bei 248. 1964 erhielt Noorvik den Status einer „City“. Die Bevölkerung von Noorvik lebt hauptsächlich von Subsistenzwirtschaft, insbesondere von Karibu.

## Demografie
Zum Zeitpunkt der Volkszählung im Jahre 2020 (U.S. Census 2020) hatte Noorvik 694 Einwohner auf einer Landfläche von 2,17 km². Von den Einwohnern waren 15 Weiße sowie 672 amerikanisch-indianischer Abstammung.
Beim Census im Jahr 2000 wurden 634 Einwohner gezählt, 2010 waren es 668.